# Бессьер, Жан-Батист
Жан-Батист Бессьер (фр. Jean-Baptiste Bessières; 6 августа 1768 года, Пресак (фр.), (департамент Ло) — 1 мая 1813 года, Риппах (Саксония) — один из Маршалов Империи при Наполеоне I (с 19 мая 1804 года), командующий конной гвардией Наполеона, герцог Истрийский (28 мая 1809 года). Его младший брат, Бертран, дослужился до звания генерала.

## Биография
Жан-Батист Бессьер родился 6 августа 1768 года в Прейсаке в семье хирурга. Был отдан в Монпелье для обучения врачебному делу, но из-за материальных затруднений в семье был вынужден вернуться домой и работать так же, как и отец, цирюльником.
После революции 1789 года вступил в Конституционную гвардию Людовика XVI, а после её расформирования в 1792 году — в Национальную гвардию. В том же 1792 году записался добровольцем в Пиренейский легион и принял участие в боях в Испании.
В 1794 году был назначен капитаном конно-егерского полка.
В 1796 году был переведён в Итальянскую армию под командованием Наполеона Бонапарта. Своими подвигами обратил на себя внимание командующего и был назначен одним из командиров гидов — охраны Бонапарта, прообраза будущей императорской гвардии.
В 1798—1799 годах принял участие в Египетском и Сирийском походах.
В перевороте 18 брюмера Бессьер обеспечивал личную охрану Бонапарта и за это был назначен заместителем командующего Консульской гвардии.
В 1800 году в битве при Маренго под конец дня возглавил блестящую атаку кавалерии, хотя исход атаки и не стал решающим, на что рассчитывал Наполеон. Спустя месяц получил звание бригадного генерала.
В 1801 году, после назначения Бонапарта Первым Консулом — командующий Консульской гвардией. В сентябре 1802 года он уже дивизионный генерал. 19 мая 1804 года Бессьер, преданный соратник Наполеона, получает звание маршала Франции.
В войнах 1805—1807 годов Бессьер командовал гвардейской кавалерией. В 1808 году он был посланником Наполеона в Штутгарте, во время бракосочетания Жерома Бонапарта с принцессой Екатериной Вюртембергской. Облечённый титулом герцога Истрийского, Бессьер в течение 1808—1809 годов начальствовал войсками в Испании, где достиг значительных успехов, взяв, в частности, верх над испанцами при Медина де Риосеко. В войне против Австрии он предводительствовал резервной кавалерией, во главе которой победоносно сражался при Ландсгуте и в битве при Экмюле. 
В ожесточеннейшей битве при Асперн-Эсслинге кавалерия Бессьера действует в центре французской позиции. В ходе боя маршал вместе с адъютантом оказался в окружении австрийских улан. Сначала он отстреливался из пистолетов, а затем вступил с ними в рукопашную схватку. Неизвестно, как долго маршал смог бы продержаться, если бы на помощь не подоспели кавалеристы Лассаля.
Однако, несмотря на храбрость и решительность, проявленную Бессьером в этом бою, его действия вызвали недовольство маршала Ланна, командовавшего войсками у Эсслинга. В результате между двумя высшими офицерами Великой армии произошла перебранка, чуть не приведшая к дуэли, и которая была предотвращена внезапным появлением маршала Массена, старшего начальника обоих маршалов. «Оружие – в ножны, и немедленно! – загремел он. – Вы – в моем лагере, и я не позволю своим солдатам смотреть, как два маршала тычут друг в друга саблями на глазах у врагов!»
В битве под Ваграмом лошадь под Бессьером убило ядром, а сам Бессьер был контужен.
По заключении мира ему было вверено главное начальствование в Голландии.
В 1811 году — в Старой Кастилии и Леоне. 
В битве при Фуэнтес-де-Оньоро 3-5 мая 1811 года Веллингтон мог подвергнуться атаке превосходящих сил французов. Для этого маршалу Бессьеру необходимо было прийти на помощь Португальской армии Массена. Однако Бессьер прибыл к своему коллеге лишь с символическим подкреплением в виде небольшого отряда гвардейской кавалерии, находившейся тогда в его распоряжении в Северной армии. Вследствие этого бой начался не в столь благоприятной для французов ситуации, как это могло бы быть. Тем не менее даже с имевшимися силами Массена удалось пробить брешь в обороне англичан. Возникла возможность полного разгрома Веллингтона, а следовательно, и победы в войне; но необходимо было срочно подкрепить атакующих свежими силами. В резерве под рукой у Массена был отряд, приведенный Бессьером — 800 конных гренадеров и драгунов Императорской Гвардии под командованием генерала Лепика. Французский главнокомандующий тотчас послал своего адъютанта (сына маршала Удино) с приказом к Лепику немедленно атаковать. «Массена считал каждую минуту... наконец Удино прискакал весь в поту и пыли. Еще издалека увидев его, маршал закричал: «Где гвардейская кавалерия?!» - «Князь, я не смог сдвинуть ее с места!» - «Как это?!» - «Генерал Лепик сказал, что он подчиняется только герцогу Истрийскому (Бессьеру) и даже не вынет сабли из ножен без его приказа». Что же касается маршала Бессьера, его невозможно было найти на поле боя, ибо... он уехал осматривать, как были сделаны фашины, с помощью которых французские солдаты форсировали накануне боя болото, преграждавшее дорогу к правому флангу англичан! Фуэнтес д'Оньоро окончилось точно так же, как и Бородино. Ценой больших потерь французам удалось потеснить неприятеля, и только. Последний шанс выиграть войну в Испании был упущен.
В Русскую кампанию многие маршалы были недовольны тем, что Бессьер был против участия гвардии в сражении при Бородине, что не позволило разгромить армию Кутузова.  
В начале кампании 1813 года Бессьер был главнокомандующим всей французской конницы.
Жан-Батист Бессьер погиб 1 мая 1813 года от попадания пушечного ядра в сражении под Вейсенфельсом накануне битвы под Лютценом.

## Награды
- Орден Почётного легиона, большой орёл (2.02.1805)
- Орден Почётного легиона, великий офицер (14.06.1804)
- Орден Железной короны, командор (Королевство Италия)
- Австрийский орден Леопольда, большой крест (Австрия)
- Рыцарский орден Золотого орла, большой крест (Королевство Вюртемберг)
- Орден Христа, большой крест (Португалия)
- Военный орден Святого Генриха, большой крест (Королевство Саксония)

## Образ в кино
- «Наполеон: путь к вершине» (Франция, Италия, 1955)